# 証券・商品先物取引関連の業界団体の一覧
日本の証券・商品先物取引関連の業界団体の一覧（しょうけん・しょうひんさきものとりひきかんれんのぎょうかいだんたいのいちらん）は、証券業者、商品先物取引業者の親睦などを目的とする団体、技術向上などを行う団体など、多岐にわたる関係団体の一覧記事。

## 業界団体一覧
- 証券
  - 日本証券業協会
  - 日本証券投資顧問業協会
  - 証券投資信託協会
  - 全国証券取引所協議会
  - 日本個人投資協会
  - 日本投資クラブ協会
  - 証券保管振替機構
- 商品先物取引
  - 日本商品先物取引協会
  - 日本商品先物振興協会
  - 日本金地金流通協会
  - 金融先物取引業協会
  - 日本商品投資販売業協会
  - 国民生活センター
- 統合・解散・廃止など
  - 証券広報センター
  - ネット証券評議会